# Bouaké
Bouaké este un oraș din Coasta de Fildeș. Este reședința regiunii Vallée du Bandama. Actovitatea sa economică se bazează pe prelucrarea bumbacului. Este un centru al populației Baoulé, cunoscuți meșteșugari. După anul 1970, orașul crește ca urmare a inundării terenurilor de la vest de acesta, de către apele lacului Kossou.